# Lepanthes curiosa
Lepanthes curiosa är en orkidéart som beskrevs av Carlyle August Luer. Lepanthes curiosa ingår i släktet Lepanthes och familjen orkidéer. Inga underarter finns listade i Catalogue of Life.